# St. Johns County
Das St. Johns County ist ein County im US-Bundesstaat Florida der Vereinigten Staaten. Der Verwaltungssitz (County Seat) ist St. Augustine.

## Geschichte
Das St. Johns County wurde am 21. Juli 1821 gebildet. Benannt wurde es nach Johannes dem Täufer. St. Johns County und Escambia County waren die zwei ursprünglichen Countys von Florida, der Suwannee River bildete die Grenze.

## Geographie
Das County hat eine Fläche von 2127 Quadratkilometern, wovon 550 Quadratkilometer Wasserfläche sind. Es grenzt im Uhrzeigersinn an folgende Countys: Flagler County, Putnam County, Clay County und Duval County. Zusammen mit den Countys Baker, Clay, Duval und Nassau bildet das County die Metropolregion Jacksonville.

## Demografische Daten

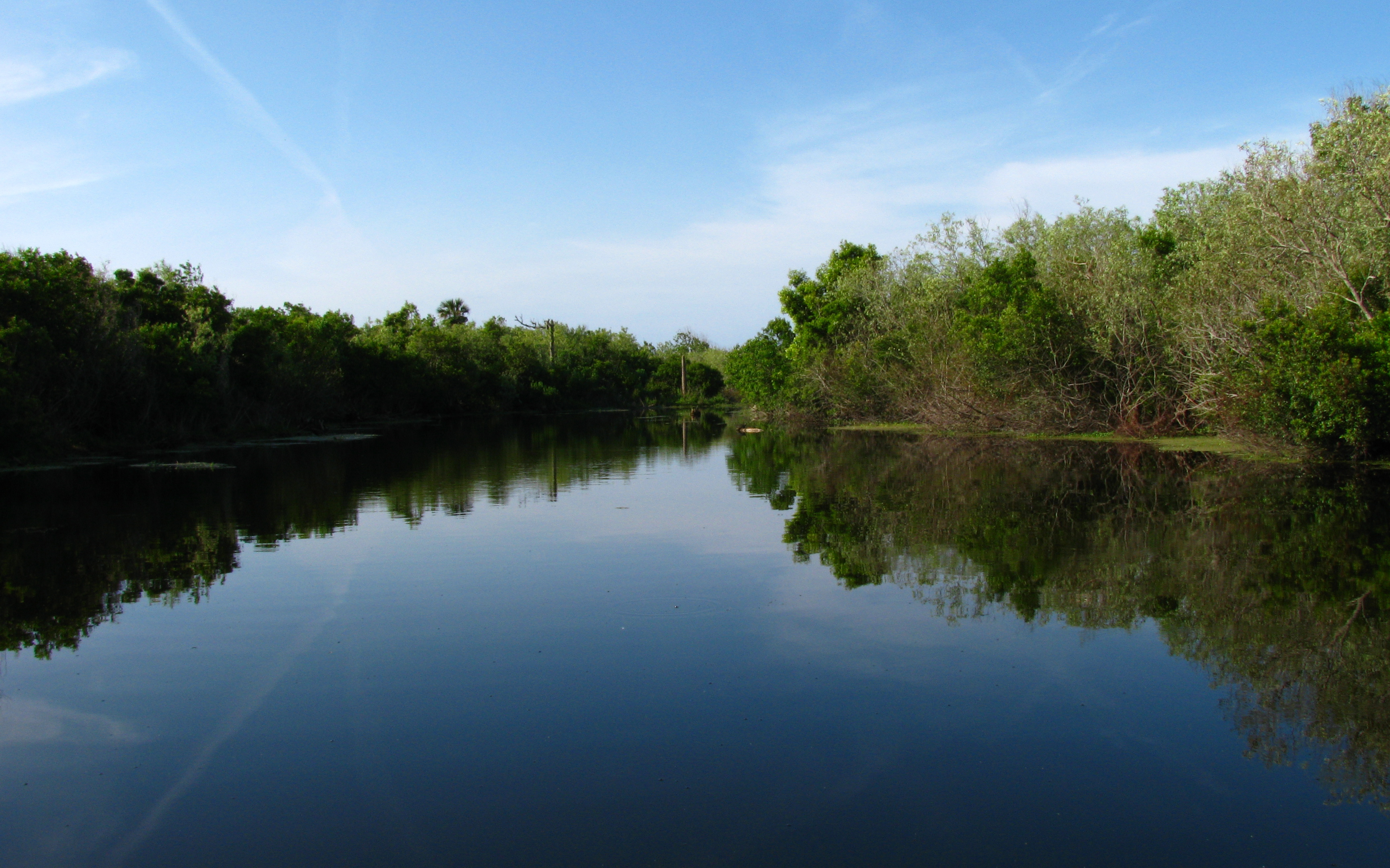
Ponte Vedra

Nach der Volkszählung im Jahr 2010 lebten im St. Johns County 190.039 Menschen in 89.990 Haushalten. Die Bevölkerungsdichte betrug 120,5 Einwohner pro Quadratkilometer. Ethnisch betrachtet setzte sich die Bevölkerung zusammen aus 89,3 % Weißen, 5,6 % Afroamerikanern, 0,3 % Indianern und 2,1 % Asian Americans. 0,9 % waren Angehörige anderer Ethnien und 1,8 % verschiedener Ethnien. 5,2 % der Bevölkerung bestand aus Hispanics oder Latinos.
Im Jahr 2010 lebten in 32,2 % aller Haushalte Kinder unter 18 Jahren sowie 28,0 % aller Haushalte Personen mit mindestens 65 Jahren. 69,3 % der Haushalte waren Familienhaushalte (bestehend aus verheirateten Paaren mit oder ohne Nachkommen bzw. einem Elternteil mit Nachkomme). Die durchschnittliche Größe eines Haushalts lag bei 2,49 Personen und die durchschnittliche Familiengröße bei 2,95 Personen.
25,5 % der Bevölkerung waren jünger als 20 Jahre, 21,3 % waren 20 bis 39 Jahre alt, 30,6 % waren 40 bis 59 Jahre alt und 22,6 % waren mindestens 60 Jahre alt. Das mittlere Alter betrug 42 Jahre. 48,6 % der Bevölkerung waren männlich und 51,4 % weiblich.
Das jährliche Durchschnittseinkommen eines Haushalts betrug 64.346 USD, dabei lebten 9,8 % der Bevölkerung unter der Armutsgrenze.
Im Jahr 2010 war englisch die Muttersprache von 91,97 % der Bevölkerung, spanisch sprachen 3,39 % und 4,64 % hatten eine andere Muttersprache.

## Kultur und Sehenswürdigkeiten

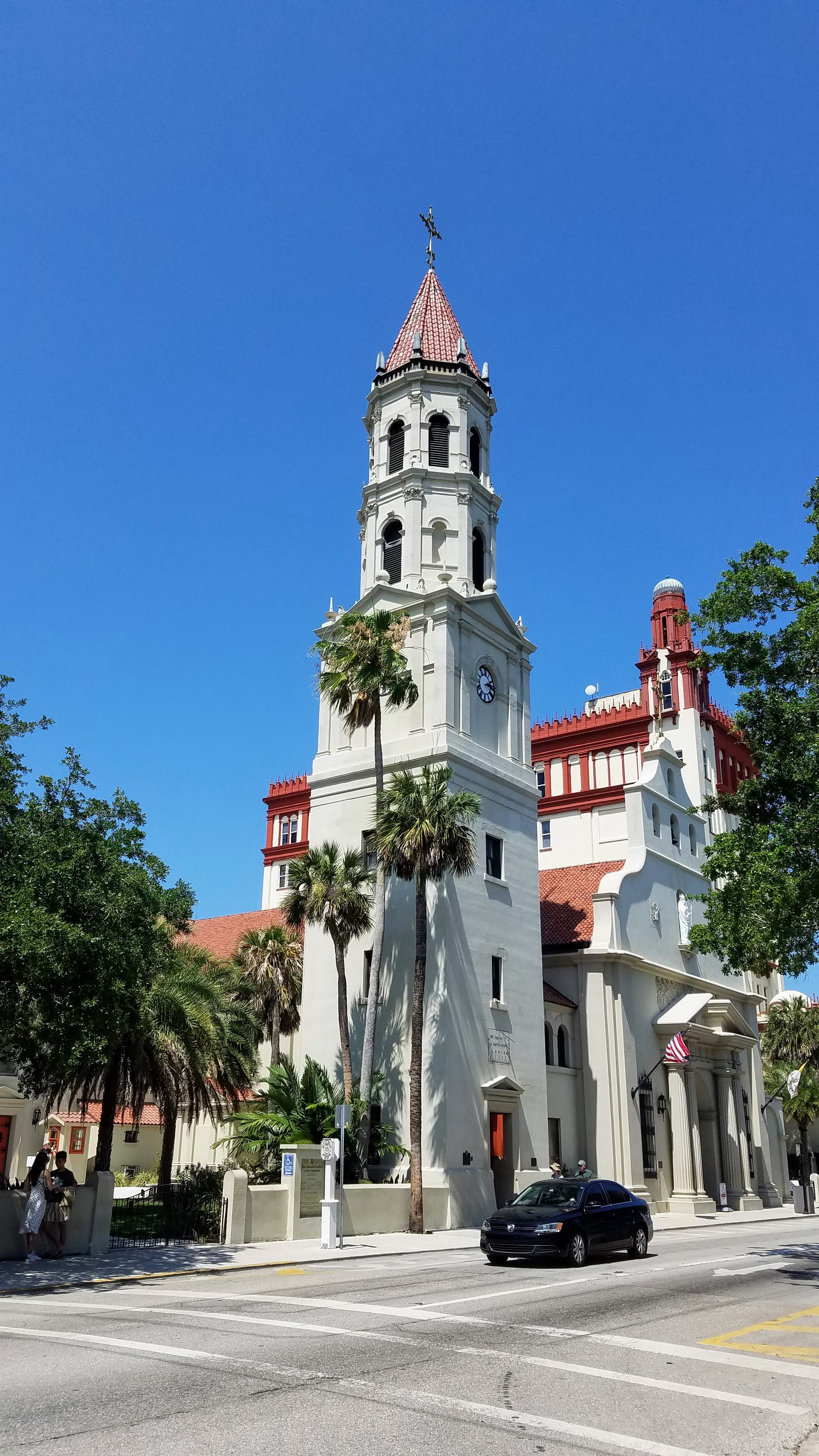
Kathedrale von St. Augustine (2019). Diese Kirche wurde im Jahr 1797 in der damaligen spanischen Kolonie Florida fertig gestellt. Entsprechend weist das Bauwerk architektonische Elemente des spanischen Missionsstils auf. Seit 1870 ist sie die Kathedrale des Bistums Saint Augustine. Im April 1970 wurde die Kirche in das NRHP eingetragen. Am gleichen Tag erhielt sie mit drei weiteren Objekten der Stadt Saint Augustine den Status eines National Historic Landmarks zuerkannt.

55 Bauwerke, Stätten und Historic Districts („historische Bezirke“) im St. Johns County sind im National Register of Historic Places („Nationales Verzeichnis historischer Orte“; NRHP) eingetragen (Stand 24. Februar 2023), darunter haben sechs Objekte, allesamt in St. Augustine liegend, den Status von National Historic Landmarks („Nationales historisches Wahrzeichen“).

## Weiterführende Bildungseinrichtungen
- Flagler College in St. Augustine
- St. Johns River Community College in St. Augustine

## Orte im St. Johns County
Orte im St. Johns County mit Einwohnerzahlen der Volkszählung von 2010:
Cities:
- St. Augustine (County Seat) – 12.975 Einwohner
- St. Augustine Beach – 6.176 Einwohner

Towns:
- Hastings – 580 Einwohner
- Marineland – 16 Einwohner

Census-designated places:
- Butler Beach – 4.951 Einwohner
- Crescent Beach – 931 Einwohner
- Flagler Estates – 3.215 Einwohner
- Fruit Cove – 29.362 Einwohner
- Nocatee – 4.524 Einwohner
- Palm Valley – 20.019 Einwohner
- Sawgrass – 4.880 Einwohner
- St. Augustine Shores – 7.359 Einwohner
- St. Augustine South – 4.998 Einwohner
- Villano Beach – 2.678 Einwohner
- World Golf Village – 12.310 Einwohner